# Progebiophilus insperatus
Progebiophilus insperatus är en kräftdjursart som beskrevs av Clements Robert Markham 2005. Progebiophilus insperatus ingår i släktet Progebiophilus och familjen Bopyridae. Inga underarter finns listade i Catalogue of Life.